# Veselíčko (Píseki járás)
Veselíčko település Csehországban, Píseki járásban. Veselíčko Křenovice, Stehlovice, Křižanov, Branice és Bernartice településekkel határos. Lakosainak száma 233 fő (2024. január 1.).

## Népesség
A település lakosságának változását az alábbi diagram mutatja:
| Lakosok száma | 724  | 578  | 590  | 442  | 289  | 205  | 202  | 218  | 211  | 233  |
|               | 1869 | 1890 | 1921 | 1950 | 1980 | 2001 | 2017 | 2019 | 2022 | 2024 |